# Kletternde Leuchterblume
Die Kletternde Leuchterblume (Ceropegia sandersonii), manchmal auch Fallschirm-Leuchterblume oder nur Fallschirmblume genannt, ist eine Pflanzenart aus der Gattung der Leuchterblumen (Ceropegia) innerhalb der Unterfamilie der Seidenpflanzengewächse (Asclepiadoideae). Das Artepitheton ehrt den Journalisten John Sanderson (1820–1881).

## Merkmale
Die Kletternde Leuchterblume besitzt bis zu 2 Meter lange windende oder kletternde Stängel. Die Stängel sind kahl, wenig verzweigt und messen im Durchmesser etwa 4 bis 5 mm. Die fleischigen Wurzeln sind lang und büschelig. Die ausdauernden, fleischigen Laubblätter sind etwa 2,5 cm lang, oval-zugespitzt und gestielt.
Der Blütenstand ist ein- bis vierblütig und sitzend oder kurz gestielt. Es werden immer mehrere Blüten während eines längeren Zeitraums gebildet. Die Blüte ist wenig gekrümmt bis annähernd gerade und bis 7 cm groß. Der Kronkessel ist kurz-zylindrisch und bis etwa 6 mm im Durchmesser und hellgrün. Die trichterförmige Kronröhre misst basal etwa 3 mm im Durchmesser und nimmt kontinuierlich auf bis zu 2,5 cm zu. Sie hat außen weiße und hellgrüne Längsstreifen. Die Kronzipfel sind unten zunächst schmal, dann waagrecht umgebogen, stark verbreiternd und zentral verwachsen. Das Zentrum des Schirms ist oft etwas eingesenkt und zu einer schmalen Spitze ausgezogen. Die Ränder sind mit feinen, hellen Haaren besetzt und oft leicht nach oben gebogen. Die Unterseite des Schirms (das sind die Innenseiten der Kronzipfel) ist dunkelgrün gesprenkelt, die Sprenkelung scheint auf die Oberseite durch.
Die zwei länglichen Balgfrüchte stehen im stumpfen Winkel abgespreizt, selten auch einzeln. Sie sind warzig, bis 13 cm lang und bis 8 mm im Durchmesser.

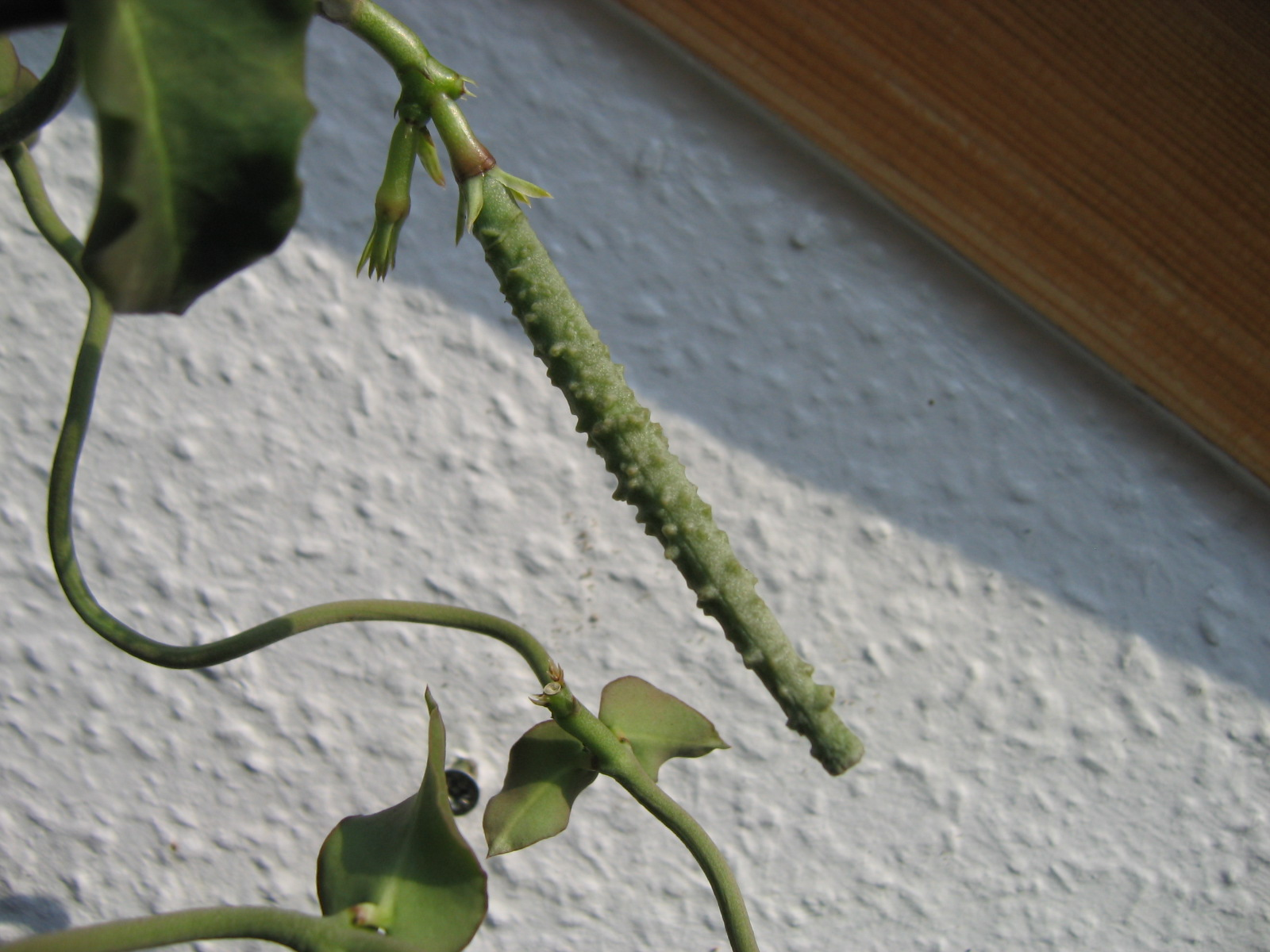
Einzelfrucht

## Vorkommen
Diese Art ist in Mosambik, Südafrika und Eswatini heimisch. Inzwischen wird sie auch in Spezialgärtnereien in Europa kultiviert und ist im Handel zu bekommen. Sie gehört mit zu den im Handel am häufigsten angebotenen Ceropegia-Arten.

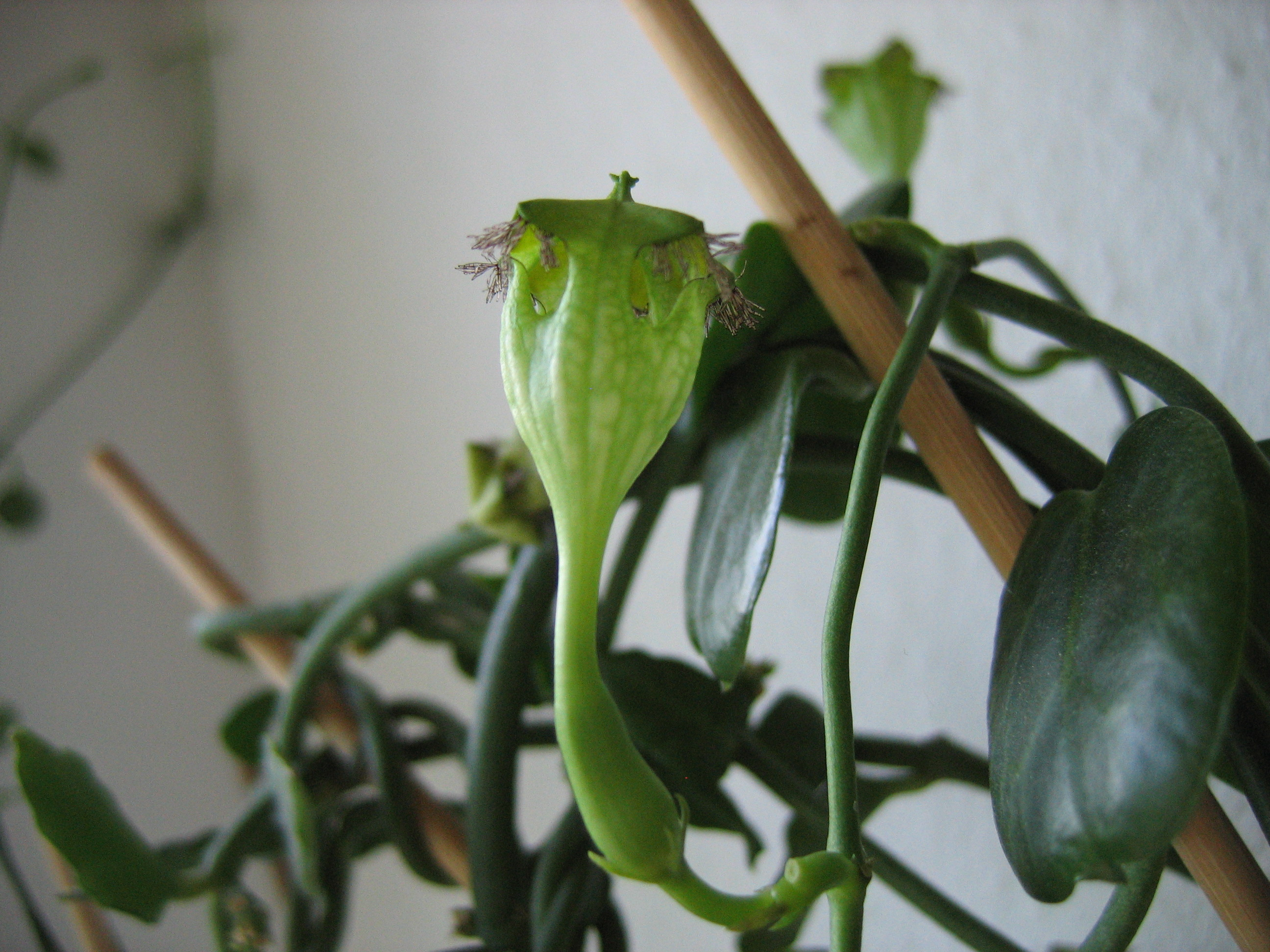
Ceropegia sandersonii f. (var.?) monteiroae

## Systematik
Die frühere Art Ceropegia monteiroae Hook.f. wird heute je nach Autor meist nur noch als Varietät oder Form von Ceropegia sandersonii betrachtet. Sie unterscheidet sich von der typischen Form durch die kleineren Schirme und die dunklen, randlichen Haare.

## Blütenökologie
Die Blüten von Ceropegia sandersonii erzeugen einen leichten Duft, der kleptoparasitische Fliegen der Gattung Desmotepa (Milichiidae) anlockt. Untersuchungen zeigten übereinstimmende Inhaltsstoffe zu Alarmpheromonen, die Bienen in Stresssituationen, etwa in einem Spinnennetz, absondern, um Artgenossen vor Gefahr zu warnen. Davon werden die Fliegen angelockt, die dann in Konkurrenz zum anderen Fressfeind treten. Durch den Blütenduft getäuscht, gelangen sie in die kesselförmigen Blüten, wo sie für einige Zeit verbleiben und so die Bestäubung sicherstellen (Chemische Mimikry).

## Einzelnachweis
1. ↑  Annemarie Heiduk, Irina Brake, Michael von Tschirnhaus et al.: Ceropegia sandersonii Mimics Attacked Honeybees to Attract Kleptoparasitic Flies for Pollination. In: Current Biology, Vol. 26, Issue 20, 2016, S. 2787–2793, doi:10.1016/j.cub.2016.07.085.